# Пришиб (Синельниківський район)
При́шиб — село у Синельниківському районі Дніпропетровської області. Входить до складу Васильківської селищної громади. Населення становить 88 осіб. До 2018 року орган місцевого самоврядування — Дебальцівська сільська рада.

## Історія
12 червня 2020 року, відповідно до розпорядження Кабінету Міністрів України № 709-р від «Про визначення адміністративних центрів та затвердження територій територіальних громад Дніпропетровської області», увійшло до складу Васильківської селищної громади.
19 липня 2020 року, в результаті адміністративно-територіальної реформи і ліквідації Васильківського району, село увійшло до складу новоутвореного Синельниківського району.

## Географія
Село Пришиб розташоване на півдні Синельниківського району на лівому березі річки Вовча. На півдні межує з селом Романки, на півночі з селом Григорівка та на південному заході з селом Дрозди.